# Maison Corot (Crécy-la-Chapelle)

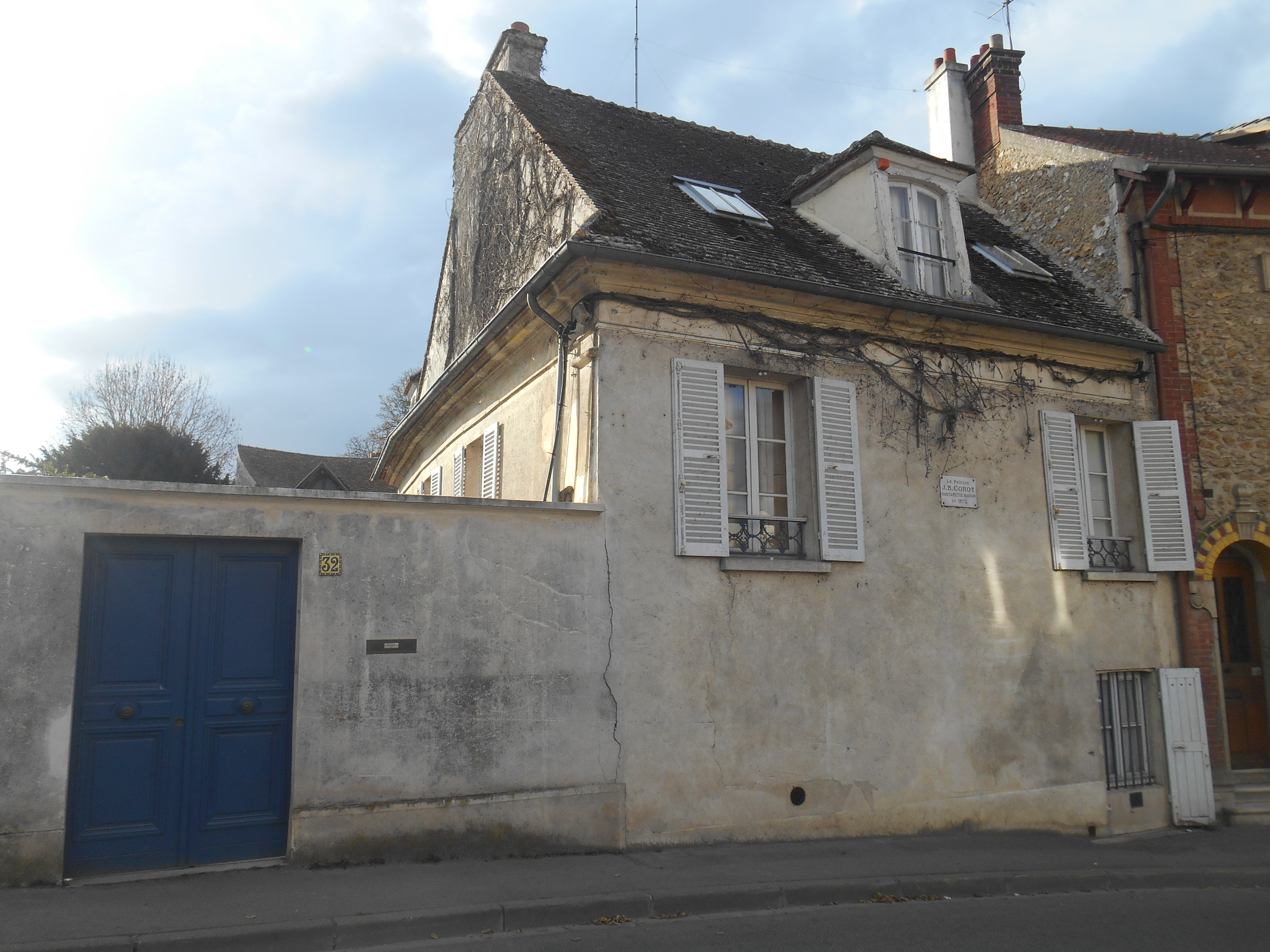
Maison Corot in Crécy-la-Chapelle (an der Fassade befindet sich eine Gedenktafel)

Das sogenannte Maison Corot in Crécy-la-Chapelle, einer französischen Gemeinde im Département Seine-et-Marne in der Region Île-de-France, ist ein Wohnhaus, in dem der Maler Jean-Baptiste Camille Corot (1796–1875) mehrmals bei seinem Malerfreund Francisque Châtelain wohnte.
Das Haus aus dem 18. Jahrhundert steht in der Rue Dam-Gilles Nr. 32. Im Jahr 1873 lebte Corot einige Wochen hier und malte vier Bilder, denn er schätzte das Licht und die Landschaft der Brie.